# (2778) Tangshan
(2778) Tangshan – planetoida z pasa głównego asteroid okrążająca Słońce w ciągu 3 lat i 163 dni w średniej odległości 2,28 j.a. Została odkryta 14 grudnia 1979 roku w Obserwatorium Astronomicznym Zijinshan w Nankinie. Nazwa planetoidy pochodzi od chińskiego miasta Tangshan, gdzie w 1976 roku miało miejsce trzęsienie ziemi o sile 8,2 w skali Richtera. Przed nadaniem nazwy planetoida nosiła oznaczenie tymczasowe (2778) 1979 XP.